# Виишоара (Дамбовица)
Виишоара (рум. Viișoara) насеље је у Румунији у округу Дамбовица у општини Улми. Oпштина се налази на надморској висини од 261 m.

## Становништво
Према подацима из 2002. године у насељу је живело 1231 становника, од којих су сви румунске националности.